# El paraíso de repente
El paraíso de repente (italiano: Il paradiso all'improvviso) es una película de comedia italiana de 2003 dirigida e interpretada de Leonardo Pieraccioni.

## Argumento
Lorenzo Buccianti es un "single convencido", como él mismo se define, que dedica su vida al trabajo (es responsable de una compañía especializada en efectos climáticos artificiales) y al divertimiento con su amante Mirna y sus amigos, ambos obsesionados de las apuestas, Giandomenico Bardella y Taddeo Borromini.
Un día, fue a Ischia para motivos de trabajo junto a su empleada Nina. Allí conoce Amaranta, la chica que lo ha contactado: esta, para su vigésimo quinto cumpleaños, tenía intención de organizar tres días de amor con su novio Guglielmo, el cual pero no se presenta. Lorenzo, por amistad recién nacida, se ofrece de acompañarla en esta viaje, mientras Nina se enamora de Simur, el doméstico indio de Amaranta.
Al término de este periodo, entre Lorenzo y Amaranta se estallará el amor, hasta que, a la vuelta del viaje, el primero encuentra la exesposa de Bardella en la villa en la cual vivían: Lorenzo descubre así pues que Amaranta, cuyo verdadero nombre es Anna, no era otro que una actriz contratada del mismo para una apuesta hecha con Taddeo sobre el hecho que el que siempre ha sido un inflexible soltero se habría enamorado de ella.
El descubrimiento trae Lorenzo en la desesperanza, pero Taddeo, sinceramente arrepentido para el amigo, logra convencerlo de que la vida de soltero ahora ya no hace más para él y de hecho Lorenzo, reencontrada Anna, la esposa, coronando el sentimiento que ahora ya ambos probaban el uno para el otra.

## Producción
La película, en buena parte ambientada y girada en la Isla de Ischia, presume un cameo de Máximo Ceccherini durante la noche salvaje de Lorenzo y Borromini.
En una escena Amaranta lee un libro del título A un paso del corazón, publicado en 2003, que recoge cuentos del mismo Pieraccioni.

## Ingresos
La película cobró en total 24 658 000 de euros.

## Reconocimientos
- 2004 - David de Donatello
  - Nominación Mejor actriz no protagonista a Anna Maria Barbera
- 2004 - Cinta de plata
  - Nominación Mejor actriz no protagonista a Anna Maria Barbera
  - Nominación Mejor canción original (El paraíso de repente) a Gianluca Sibaldi

## Otros proyectos
- Wikiquote contiene citazioni di o su Il paradiso all'improvviso

- Datos: Q3795039